# 安多弗 (緬因州)
安多弗（英語：Andover）是一個位於美國緬因州牛津縣的鎮。

## 人口
根據2020年美國人口普查的數據，安多弗的面積為148.82平方千米，當中陸地面積為148.72平方千米，而水域面積為0.10平方千米。當地共有人口752人，而人口密度為每平方千米5人。